# Maria Teresa Cybo-Malaspina
Maria Teresa Cybo-Malaspina, född 29 juni 1725, död 29 december 1790, var en italiensk monark, regerande hertiginna av Massa och regerande furstinna av Carrara mellan 1731 och 1790. 
Hon var också hertiginna av Modena som gift med hertig Herkules III av Este av Modena. Genom henne inkorporerades Massa och Carrara i hertigdömet Modena efter hennes död.

## Biografi

### Tidigt liv
Maria Teresa till Alderano I Cybo-Malaspina och Ricciarda Gonzaga. Maria Teresa efterträdde sin far vid hans död 1731. Hon var då sex år gammal och omyndig, och styrelsen sköttes av en förmyndarregering ledd av hennes mor fram till hennes nittonde födelsedag 1744. 
Det uppgjordes många äktenskapsplaner för hennes räkning. Hon gifte sig vid nio års ålder 1734 genom ombud med prins Eugen Johan Frans av Savoyen-Soissons. Han avled dock strax därpå, innan de hann träffas. 

### Äktenskap
Maria Teresa gifte sig andra gången 1741, vid sexton års ålder, med Modens tronföljare, den senare Herkules III av Este. Relationen mellan Maria Teresa och Herkules var dålig. Sedan deras sista barn hade fötts 1753 ägnade sig Herkules öppet åt andra förhållanden. 
Maria Teresa tillbringade vintern hos sin make i Modena, och sommaren i sina egna stater. Så småningom separerade paret helt. Maria Teresa stannade sedan i sina egna riken i Massa och Carrara. Hon tog regelbundet emot besök sin dotter på besök. Eftersom hon och hennes make inte hade någon önskan att försöka producera några fler barn eller börja leva med varandra igen, utropades deras dotter Marie Beatrice, född 1750, till sina föräldrars gemensamma arvinge. 
Hennes make efterträdde sin far som hertig av Modena år 1780, vilket gjorde Maria Teresa till hertiginna i Modena i hennes frånvaro. Hon föredrog dock att stanna i sina egna riken. 

### Politik
Som politiker beskrivs hon som en upplyst despot i linje med upplysningstidens ideal. 
Hon inrättade ett modernt sjukhus, reformerade ekonomin genom en reform av skråväsendet 1757, gynnade konst och arkitektur, grundade Accademia de Madrid och 1769 Accademia di Belle Arti di Carrara, vars verksamhet finansierades av skatt på marmor, lade en väg mellan Massa och Modena och försökte minska religionens politiska makt.